# Gottlob Friedrich Lipps

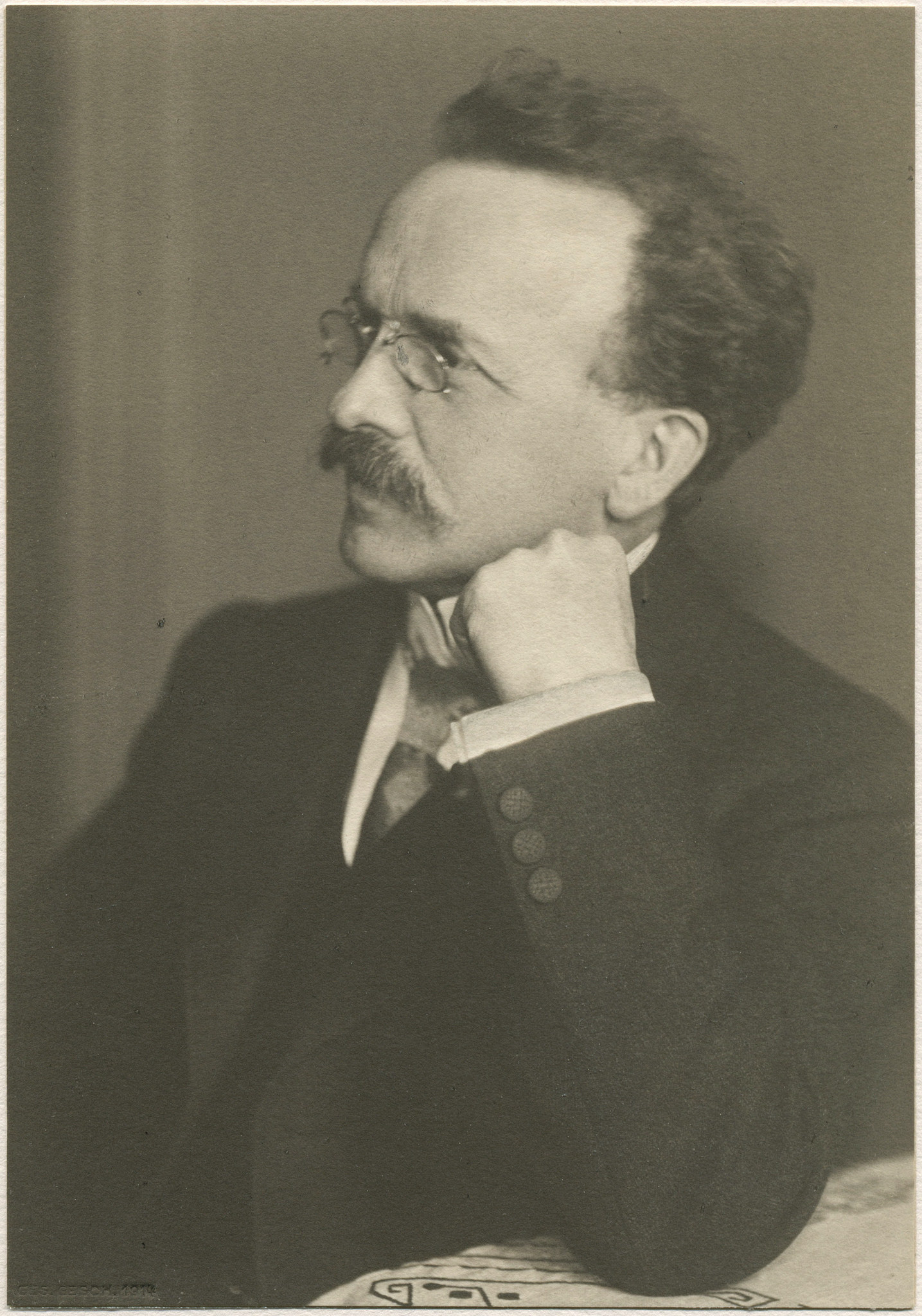
G. F. Lipps, 1914

Gottlob Friedrich Lipps (* 6. August 1865 in Albersweiler; † 9. März 1931 in Zürich) war ein Philosoph und Psychologe.

## Leben
Der Halbbruder des Philosophen und Psychologen Theodor Lipps besuchte das Gymnasium zu Zweibrücken und studierte von 1883 bis 1887 Mathematik, Physik, Philosophie und Psychologie, zunächst in Leipzig bei Wilhelm Wundt, danach auch in München. Nachdem er die Prüfung für Kandidaten des höheren Schulamts bestanden hatte, promovierte er 1888 an der Philosophischen Fakultät der Universität Leipzig. Danach arbeitete er als Lehrer am Gymnasium in Hagenau und von 1893 bis 1902 an der Oberrealschule zu Straßburg. Ab 5. April 1902 gehörte er als Oberlehrer für Mathematik und Physik dem Kollegium des neuerrichteten Königin-Carola-Gymnasiums in Leipzig an. 1904 habilitierte sich in an der Universität Leipzig, wo er anschließend eine Privatdozentur erhielt. Von 1909 bis 1911 war er außerordentlicher Professor für Philosophie an der Philosophischen Fakultät der Universität Leipzig. Von der Universität Zürich wurde er 1911 als ordentlicher Professor für Philosophie und Pädagogik sowie als Direktor des Psychologischen Instituts berufen. Er befasste sich mit Psychophysik und statistischer und experimenteller Methodik.

## Werke
- Die logischen Grundlagen des mathematischen Funktionsbegriffs. 1888
- Grundriß der Psychophysik, 1899; 3. A. 1908
- Untersuchungen über die Grundlagen der Mathematik Philosophische Studien IX–XII
- Die Theorie der Kollektivgegenstände 1902
- Die Maßmethoden der experimentellen Psychologie 1904
- Die psychischen Maßmethoden 1906
- Mythenbildung und Erkenntnis 1907
- Grundriß der Psychophysik 3. A. 1908
- Weltanschauung und Bildungsideal 1911